# Ardud
Ardud (in ungherese Erdőd, in tedesco Erdeed) è una città della Romania di 6 825 abitanti, ubicata nel distretto di Satu Mare, nella regione storica della Transilvania. 
Fanno parte dell'area amministrativa anche le località di Ardud-Vii, Baba Novac, Gerăuşa, Mădăras e Sărătura.

## Società

### Evoluzione demografica
La popolazione è a maggioranza romena (63%), con significative presenze di ungheresi (19%) e di rom (11%) autoctoni.

## Monumenti
I principali monumenti di Ardud sono:
- La cittadella, costruita nel XV secolo, a pianta poligonale e protetta da mura e bastioni, all'epoca una delle più potenti della Transilvania settentrionale. Nello stesso luogo il voivoda Sándor Károlyi fece costruire nel 1630 il proprio castello. Oggi, oltre ad altri resti, rimane visibile una delle torri, ricostruita in stile neogotico nel 1896.
- La chiesa cattolica, costruita nel 1482 in stile gotico e rimaneggiata successivamente con due successivi interventi, nel 1860 e nel 1959.

## Amministrazione

### Gemellaggi
- Ungheria, Napkor
- Ungheria, Szakoly
- Francia, Trévoux
- Francia, La Martyre
- Ucraina, Veliki Beregi

## Galleria d'immagini

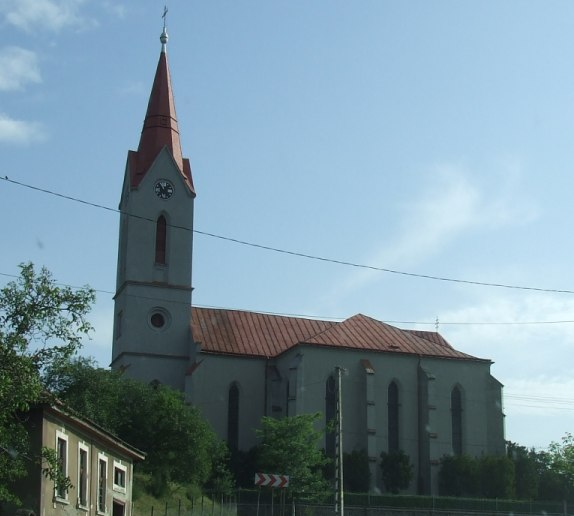
La chiesa cattolica
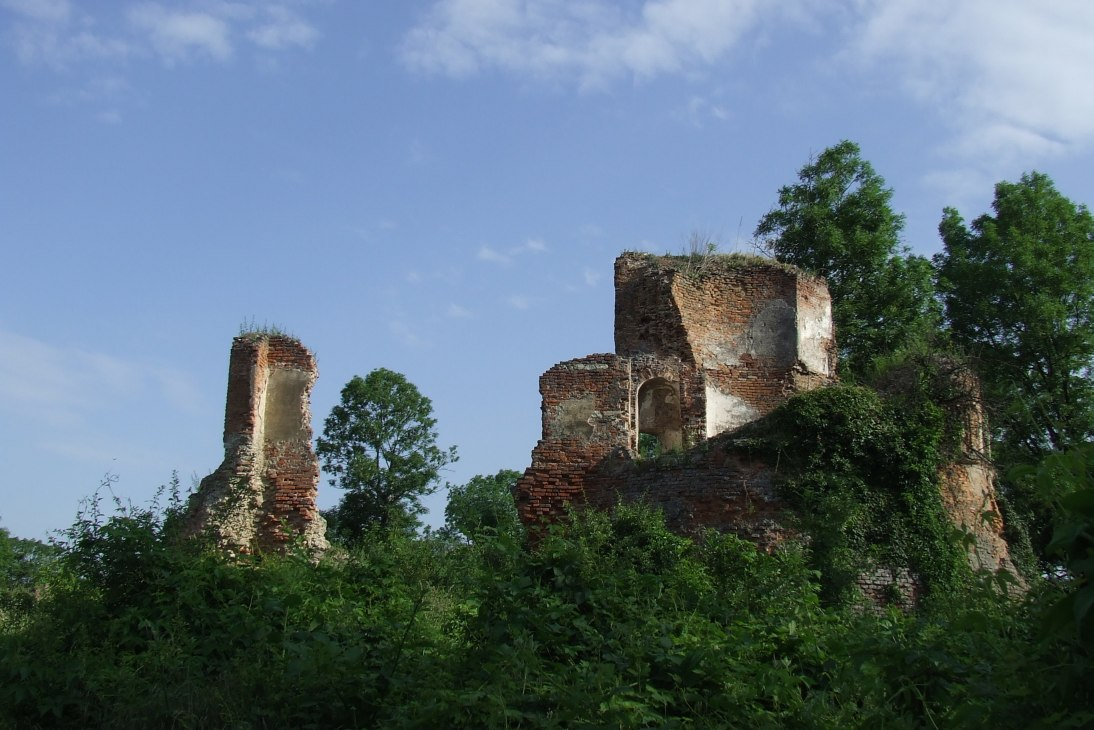
Le rovine della cittadella
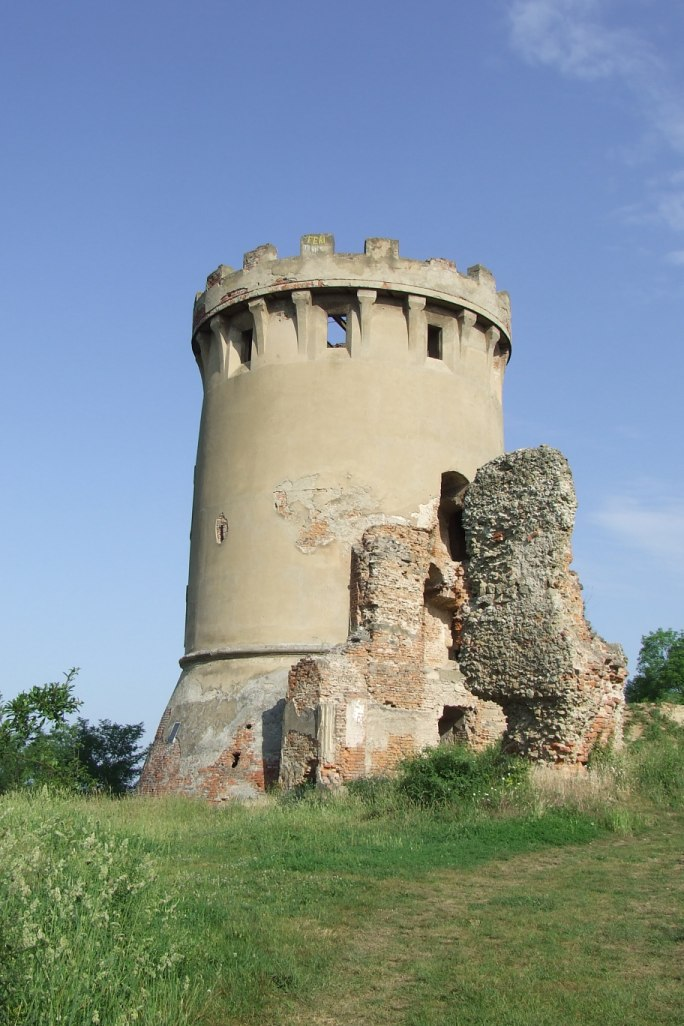
La torre
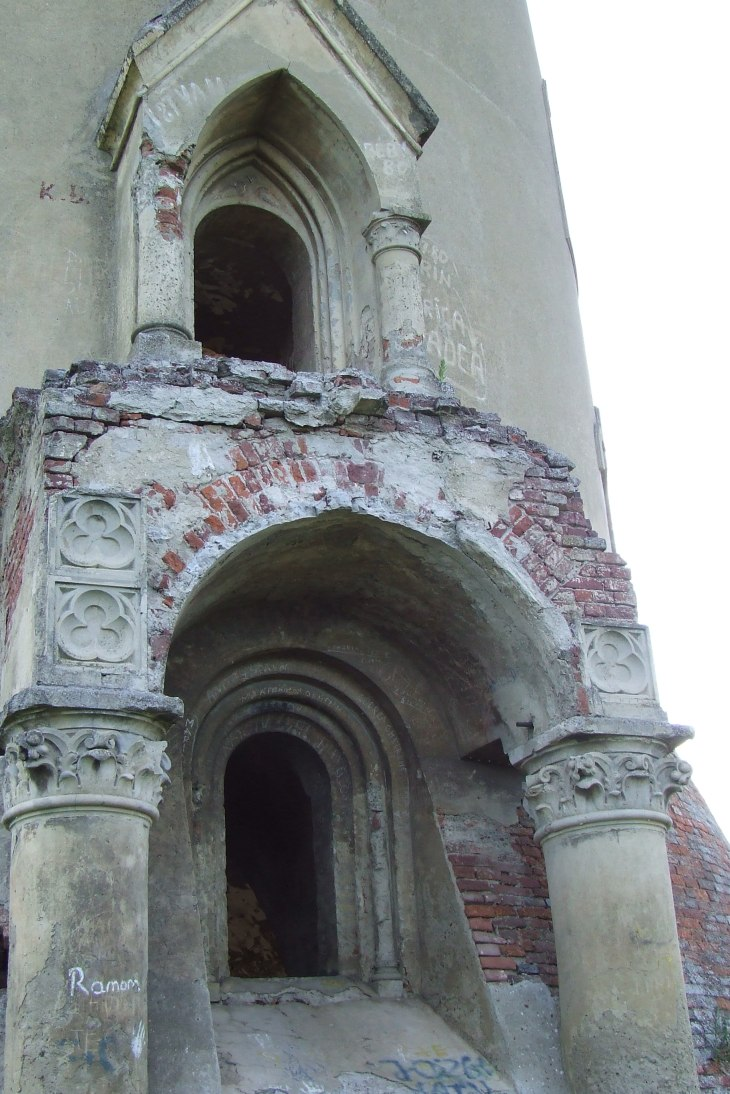
L'entrata della torre